# Beignon
Beignon [bɛɲɔ̃] est une commune française, située dans le département du Morbihan en région Bretagne.

## Géographie

### Situation
|           | Paimpont Ille-et-Vilaine | Plélan-le-Grand Ille-et-Vilaine |
| Campénéac | Beignon                  | Saint-Malo-de-Beignon           |
| Augan     | Porcaro                  | Guer                            |

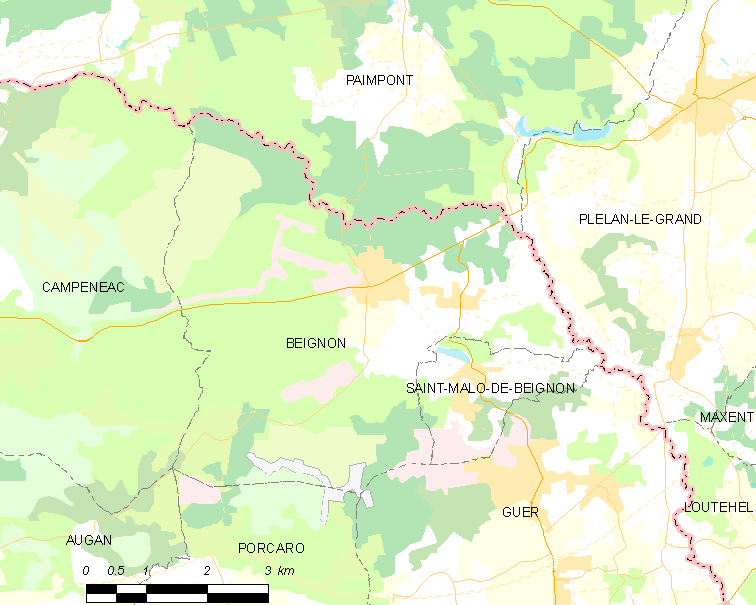
Carte de la commune de Beignon et des communes avoisinantes

Située au sud-ouest de la forêt de Paimpont, Beignon a connu une importante activité, maintenant disparue, de tannage des cuirs. Cette spécialité a dû être favorisée par la possibilité d'utiliser les tanins issus de la forêt. Il ne faut pas la confondre avec sa petite voisine : Saint-Malo-de-Beignon.

### Relief
Beignon a un terroir en pente vers l'est : les altitudes les plus élevées sont à l'ouest (212 mètres dans le Bois de Lanviel au nord-ouest de la commune) et à un degré moindre dans la partie sud de la commune (159 mètres), dans les deux cas dans la partie appartenant au camp de Coētquidan ; le point le plus bas (52 mètres) est à la pointe est du territoire communal, dans la vallée de l'Aff. Le bourg est vers 120 mètres d'altitude.

### Hydrographie
Pour un article plus général, voir Réseau hydrographique du Morbihan.
La commune est située dans le bassin Loire-Bretagne. Elle est drainée par l'Aff, le Saint-Malo, le ruisseau du Veau lorient, le ruisseau de Terrouet, le ruisseau des Landelles, le ruisseau du Valogier et le ruisseau le Moulinet, et divers autres petits cours d'eau,.
L'Aff limite au nord et à l'est le territoire communal, séparant Beignon de Paimpont et Plélan-le-Grand, servant aussi de limite départementale entre le Morbihan et l'Ille-et-Vilaine. D'une longueur de 67 km, il prend sa source dans la commune de Paimpont et se jette  dans l'Oust à Saint-Vincent-sur-Oust, après avoir traversé 17 communes. 
Le territoire communal est parcouru par le Ruisseau de Saint-Malo, affluent de rive droite de l'Aff, et ses propres affluents, le Ruisseaux des Landelles et le Ruisseau du Moulinet.

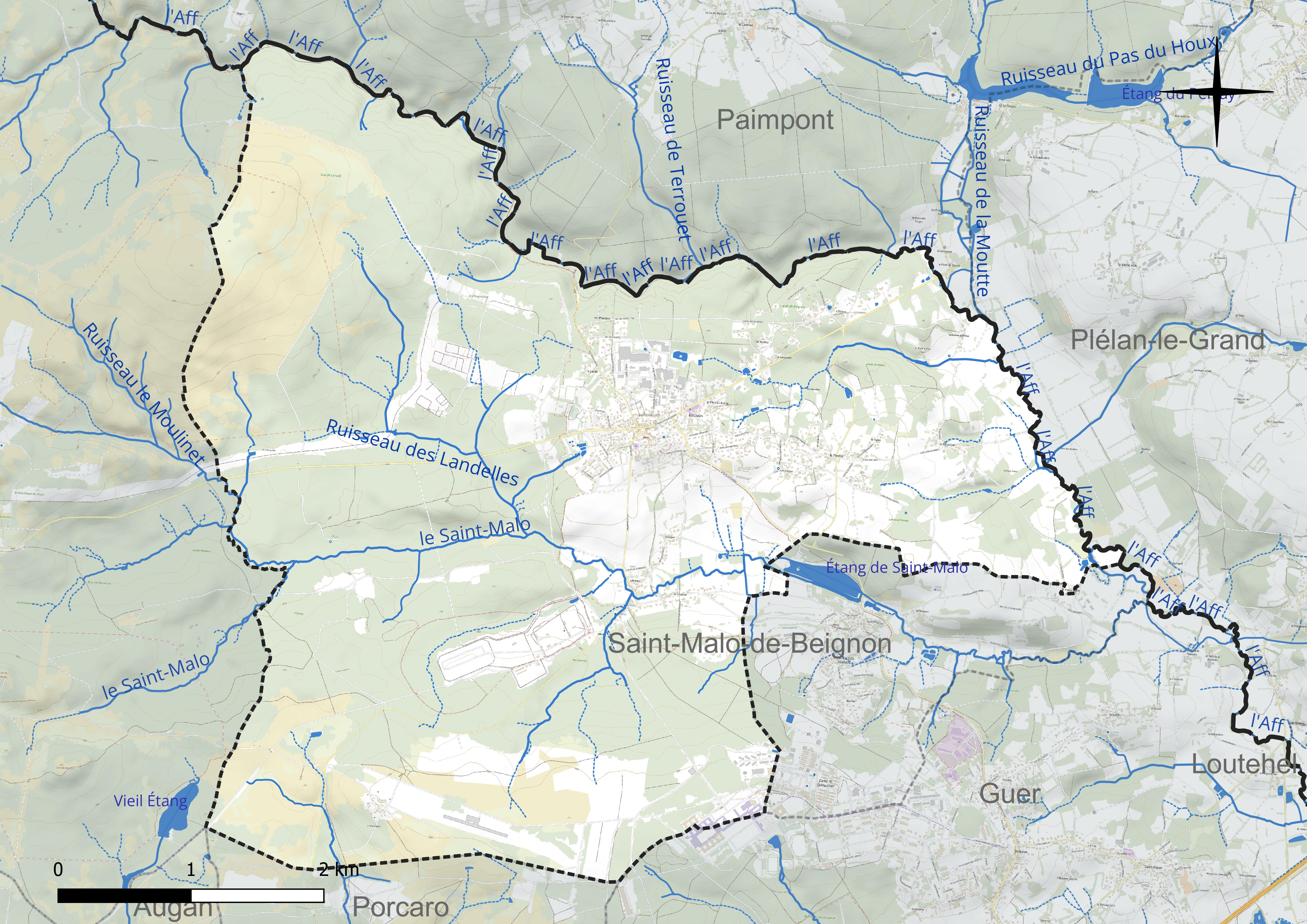
Réseau hydrographique de Beignon.

### Climat
Pour des articles plus généraux, voir Climat de la Bretagne et Climat du Morbihan.
En 2010, le climat de la commune est de type climat océanique franc, selon une étude du CNRS s'appuyant sur une série de données couvrant la période 1971-2000. En 2020, Météo-France publie une typologie des climats de la France métropolitaine dans laquelle la commune est exposée à un climat océanique et est dans la région climatique  Bretagne orientale et méridionale, Pays nantais, Vendée, caractérisée par une faible pluviométrie en été et une bonne insolation. Parallèlement l'observatoire de l'environnement en Bretagne publie en 2020 un zonage climatique de la région Bretagne, s'appuyant sur des données de Météo-France de 2009. La commune est, selon ce zonage, dans la zone « Intérieur Est », avec des hivers frais, des étés chauds et des pluies modérées.
Pour la période 1971-2000, la température annuelle moyenne est de 11,2 °C, avec une amplitude thermique annuelle de 13 °C. Le cumul annuel moyen de précipitations est de 821 mm, avec 13 jours de précipitations en janvier et 6,5 jours en juillet. Pour la période 1991-2020, la température moyenne annuelle observée sur la station météorologique la plus proche, située sur la commune de Guer à 8 km à vol d'oiseau, est de 12,3 °C et le cumul annuel moyen de précipitations est de 872,7 mm,. Pour l'avenir, les paramètres climatiques de la commune estimés pour 2050 selon différents scénarios d'émission de gaz à effet de serre sont consultables sur un site dédié publié par Météo-France en novembre 2022.

### Transports
Beignon était sur l'ancien tracé de la Route nationale 24 qui traversait ensuite le camp de Coëtquidan, d'où des interruptions de trafic lors des séances de tir militaires. Cette route, venant de Rennes via Plélan-le-Grand et allant vers Lorient via Campénéac et Ploërmel a été déclassée : c'est désormais la RD 724 (dans le Morbihan) et la D 224 (en Ille-et-Vilaine). L'actuelle RN 24, aménagée en voie express, contourne par le sud le camp de Coëtquidan et ne passe plus par Beignon.
La RD 773, qui relie Paimpont à Saint-Malo-de-Beignon et à Guer en traversant la partie orientale de la commune, est un tronçon de l'ancienne Route nationale 773, qui a été déclassé. Un embranchement, la RD 773b, relie Beignon à Saint-Malo-de-Beignon.
La D 124 vient, côté nord, de Paimpont, et, après avoir traversé le bourg de Beignon, va, côté sud, en direction de Porcaro et Monteneuf.

### Paysages et habitat
En raison de la présence du camp de Coëtquidan, seule la partie orientale de la commune est habitée et présentait naguère un habitat dispersé en écarts formés de hameaux (les principaux étant Launay, la Daoutte, la Rivière d'en Haut, la Rivière d'en Bas, la Croix Danet) et fermes isolées, le bourg étant en situation relativement centrale au sein du territoire communal.
Après avoir connu un déclin démographique continu pendant un siècle et demi tout au long du XIXe siècle et de la première moitié du XXe siècle, perdant les deux tiers de ses habitants, cela étant dû aux conditions naturelles difficiles et à la disparition de ceux de ses écarts qui étaient situés dans le camp de Coëtquidan, la commune a connu depuis 1962 un regain démographique qui l'a fait retrouver en un peu plus d'un demi-siècle une population supérieure à celle du début du XIXe siècle, ce qui se traduit sur le terrain par une croissance importante du bourg, à la périphérie duquel plusieurs lotissements ont été créés, ainsi que la zone industrielle du Chénot, ainsi que par une rurbanisation sensible, principalement à l'est du bourg (aux alentours du lieu-dit Le Plessis) ainsi que vers le nord-ouest (aux alentours des lieux-dits La Lande et Les Affolettes).
Landes et bois dominent toute la moitié occidentale de son territoire, à l'intérieur des limites du camp de Coëtquidan, mais aussi sa partie nord-est au niveau de la "Lande de Beignon" ; le toponyme "lande" se rencontre d'ailleurs à plusieurs reprises dans la commune (Lande du Poteau, Lande de Riamay).

## Urbanisme

### Typologie
Au 1er janvier 2024, Beignon est catégorisée bourg rural, selon la nouvelle grille communale de densité à sept niveaux définie par l'Insee en 2022.
Elle est située hors unité urbaine. Par ailleurs la commune fait partie de l'aire d'attraction de Guer, dont elle est une commune du pôle principal,. Cette aire, qui regroupe 9 communes, est catégorisée dans les aires de moins de 50 000 habitants,.

### Occupation des sols

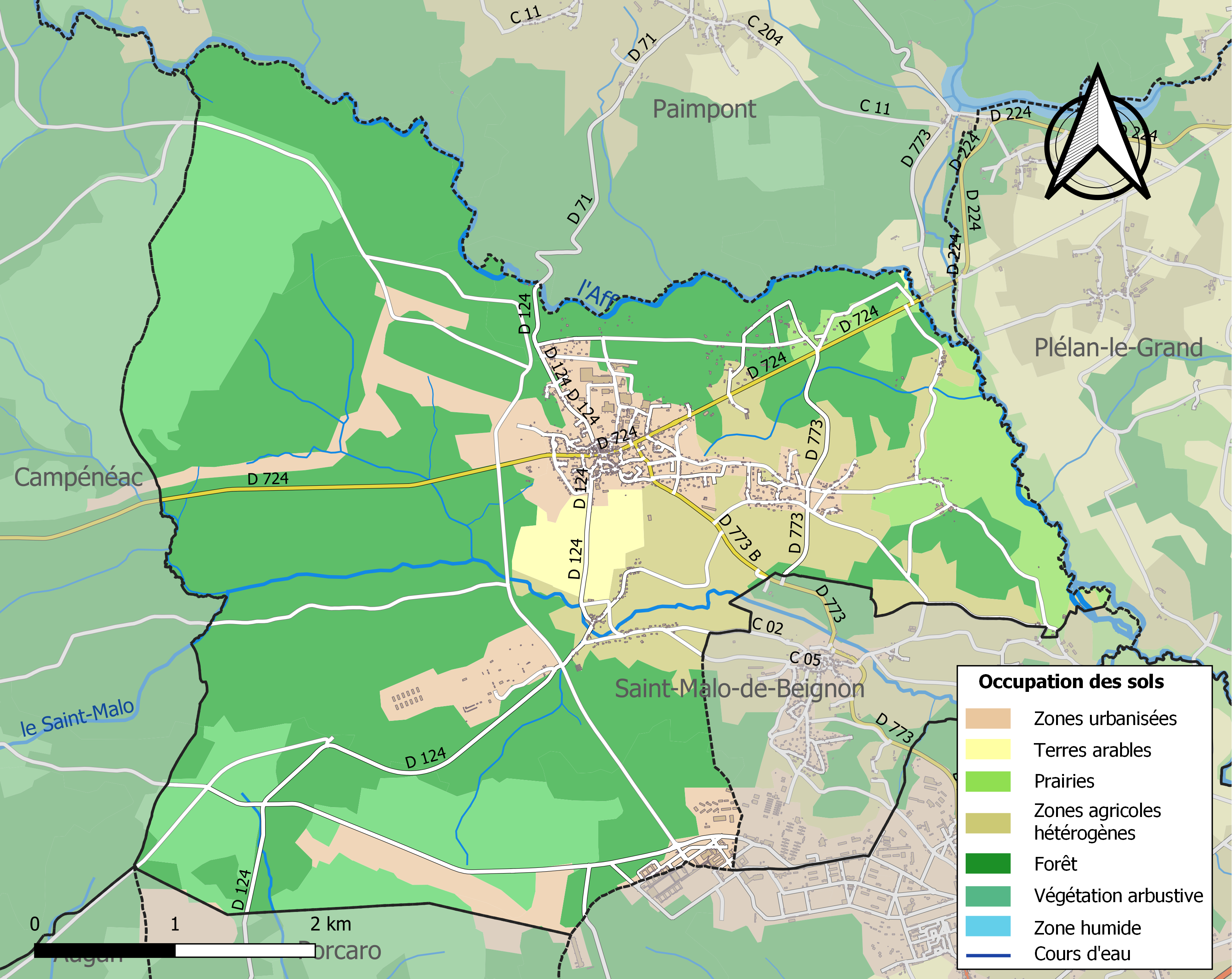
Carte des infrastructures et de l'occupation des sols de la commune en 2018 (CLC).

Le tableau ci-dessous présente l'occupation des sols de la commune en 2018, telle qu'elle ressort de la base de données européenne d’occupation biophysique des sols Corine Land Cover (CLC).
| Type d’occupation                                                                   | Pourcentage | Superficie (en hectares) |
| ----------------------------------------------------------------------------------- | ----------- | ------------------------ |
| Tissu urbain discontinu                                                             | 5,0 %       | 124                      |
| Zones industrielles ou commerciales et installations publiques                      | 5,8 %       | 145                      |
| Aéroports                                                                           | 1,2 %       | 30                       |
| Équipements sportifs et de loisirs                                                  | 0,6 %       | 15                       |
| Terres arables hors périmètres d'irrigation                                         | 2,0 %       | 50                       |
| Prairies et autres surfaces toujours en herbe                                       | 4,8 %       | 120                      |
| Surfaces essentiellement agricoles interrompues par des espaces naturels importants | 10,9 %      | 273                      |
| Forêts de feuillus                                                                  | 33,3 %      | 833                      |
| Forêts de conifères                                                                 | 20,2 %      | 506                      |
| Forêts mélangées                                                                    | 0,4 %       | 10                       |
| Landes et broussailles                                                              | 1,2 %       | 31                       |
| Forêt et végétation arbustive en mutation                                           | 2,9 %       | 73                       |
| Source : Corine Land Cover                                                          |             |                          |

## Toponymie
Le nom de la commune est attesté sous les formes suivantes : Bidaionum en 1062, Bedanum en 1409, Baignon au XVIe siècle et en 1779, Bignon en 1630. Le sens du nom de la commune n'est pas connu ; il n'a pas de rapport avec les nombreux Bignon d'origine gauloise que l'on peut trouver en France mais peut être rapproché de la racine préceltique *ved- (hauteur).
La forme bretonne proposée par l'Office public de la langue bretonne est Benion.
Beignon a été surnommé autrefois "Transylvanie" ("au-delà des bois"), en breton "Poutrecoët" ("pays de l'autre côté de la forêt").

## Histoire

### Moyen-Âge
Beignon est probablement issu du démembrement de la paroisse primitive de Guer. 
La seigneurie de Beignon a probablement été donnée à l'évêque de Saint-Malo par les sires de Gaël, ancêtres des seigneurs de Montfort, afin que le prélat y établisse sa résidence d'été (plus précisément à Saint-Malo-de-Beignon). Les évêques de Saint-Malo construisirent dès le XIe siècle un manoir épiscopal dans un lieu situé à environ 2 km au sud-est de l'actuel bourg de Beignon, qu'ils nommèrent "Saint-Malo-de-Beignon". Cette résidence d'été des évêques de Saint-Malo devint le siège d'officialité pour la moitié sud du diocèse de Saint-Malo.

### Temps modernes
Beignon était à la tête d'un doyenné constitué de 22 paroisses, de l'archidiaconé de Porhoët (qui regroupait les 4 doyennés de Montfort, Lanouée, Lohéac et Beignon) et formait une baronnie dont l'évêque de Saint-Malo était le seigneur. Les évêques portent le titre de "Barons de Beignon".
François Thomé, évêque de Saint-Malo, est mort à Beignon en 1590 (il était venu résider à Beignon après sa démission du siège épiscopal).
Le 3 janvier 1612 le siège de l'archidiaconé de Porhoët fut transféré de Ploërmel à Saint-Malo-de-Beignon, afin de rapprocher le siège de l'archidiaconé de celui de l'officialité, mais cet arrangement ne dura que dix-huit ans. Les XVIIe siècle et XVIIIe siècle virent le déclin progressif de la baronnie épiscopale, les évêques ne résidant plus guère à Beignon.
Un aveu de 1564 fait état d'un accord entre l'évêque, propriétaire d'un fief vaste de 2 400 journaux et ses vassaux, ceux-ci obtenant des droits d'usage contre le paiement d'une redevance ; mais entre le XVIe siècle et le XVIIIe siècle de nombreux conflits d'usage et procès opposent les habitants de Beignon et Saint-Malo-de-Beignon aux évêques de Saint-Malo, barons de Beignon, à propos des bois et landes de Feil et Tenedo ; vers 1770 l'afféagement du quart des communs de Beignon (aux alentours du moulin de Lanviel et de la chapelle Sainte-Reine) par l'évêque
Mgr des Laurents au profit de notables entraîna un procès gagné par les habitants de Beignon.
L'église Saint-Pierre de Beignon fut reconstruite vers le milieu du XVIIe siècle, pendant l'épiscopat de François Bohier. La chapelle Sainte-Reine fut construite en 1676 dans le village de Laffaoux par un paysan, Guillaume Gehanne, qui, selon la légende , dans un premier temps, plaça une statue de la "Vierge de Bourgogne" dans une niche en bois qui, vite, attira nombre de pèlerins ; Mgr de Guémadeuc, évêque de Saint-Malo, s'opposa initialement au projet de construction d'une chapelle et fit même emprisonner un temps le paysan dans le prison de son officialité ; mais je prélat tomba malade et ,s'étant laissé convaincre d'aller prier sainte Reine, guérit ; il fit bien sûr libérer le paysan et l'aida à construire la chapelle
53 tanneurs actifs et 6 marchands sont recensés à Beignon à la fin du XVIIe siècle. En 1715 le sénéchal de Plélan écrit que « presque tous les habitants font le profession de tanneurs de cuirs et sy fait un commerce considérable ». En 1778 Beignon compte 125 tanneries, spécialisées dans les cuirs de bœufs, les plus difficiles à travailler; c'est, avec Lampaul-Guimiliau, l'un des deux centres de tannerie les plus importants de Bretagne. La raison de cette localisation à Beignon n'est pas totalement expliquée ; toutefois la proximité de la forêt de Brocéliande riche en chênes, permettant lors de la production de charbon de bois, notamment pour les Forges de Paimpont, d'en recueillir les écorces et donc d'obtenir le tan indispensable et la présence de l'Aff, cours d'eau permettant la présence de plusieurs moulins à tan ( par exemple le moulin du Bave), sont des éléments d'explication.

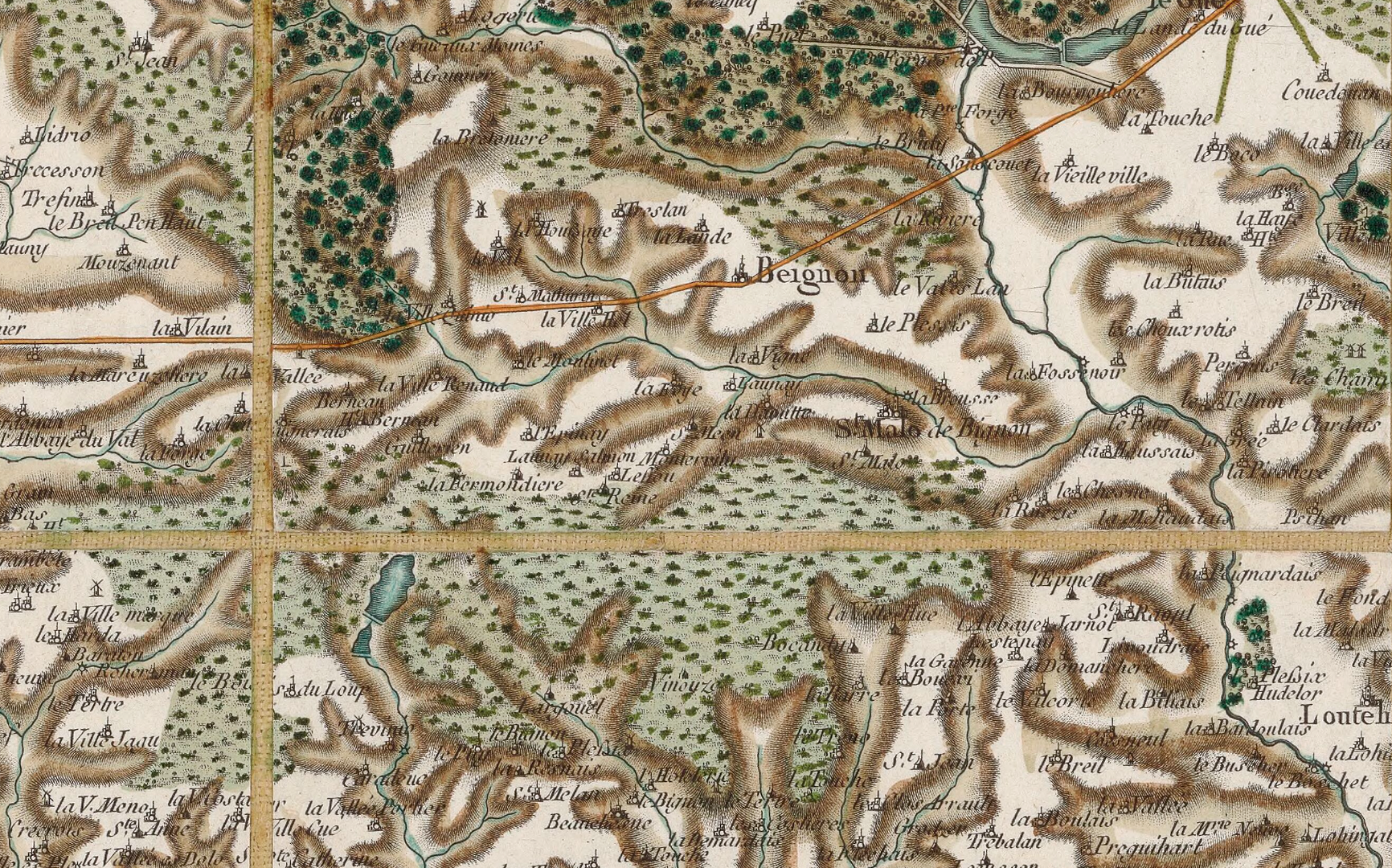
Carte de Cassini de Beignon, Saint-Malo-de-Beignon et des landes de Coëtquidan (1778).

Jean-Baptiste Ogée décrit ainsi Beignon en 1778 :

« Baignon [Beignon] ; sur la route de Rennes à Ploërmel, à 16 lieues un quart au sud de Saint-Malo, son évêché ; à 8 lieues de Rennes et à 1 lieue un quart de Plélan-le-Grand, sa subdélégation. Cette paroisse ressortit au Présidial de Rennes : on y compte 1800 communiants. La cure, qui est un doyenné, est à l'alternative. Ce territoire, borné au nord par la forêt de Paimpont, renferme une grande étendue de landes. Les terres, généralement mauvaises, ne produisent que du seigle et peu de froment ; on y voit des vallons, quelques bois et un très petit nombre de prairies. »

Selon A. Marteville et P. Varin : « Avant 1789 l'évêque de Saint-Malo avait afféagé deux vastes enclos sur les communs, et les afféagistes y avaient construit deux jolies maisons de campagne. Le général de la paroisse assigna l'évêque, comme n'ayant pas le droit d'aménager avant triage ; il gagna ce procès à Ploërmel d'abord, puis en parlement. À cette nouvelle, les habitants détruisirent de fond en comble maisons, fossés et enclos : le terrain redevint lande. Le bois du Fœil [Feil] et celui de Ténédos [Tenedo] appartenaient à cette paroisse ; elles les vendit 32 000 livres et plaça cette somme sur l'État. La Révolution a fait perdre à Beignon cette valeur (..) ».

### Révolution française
Le 5 avril 1789, le procureur fiscal de l'évêque de Saint-Malo, François Boisgontier, ne croit pas utile de consulter les 27 paroissiens présents pour rédiger, dans la sacristie de l'église paroissiale, le cahier de doléances, qui escamote notamment les conflits à propos des communs entre le seigneur-évêque et ses vassaux ; ceux-ci se réunissent dans le cimetière le 7 avril 1789 pour produire un second cahier de doléances, beaucoup plus détaillé et surtout nettement plus revendicatif dont le texte intégral est consultable sur Internet.
En 1790, la commune de Beignon est incorporée dans le canton de Campénéac, puis en 1800 dans celui de Guer. Lors du Concordat elle est rattachée au diocèse de Vannes.
Janvier, recteur doyen de Beignon, fait partie des signataires d'un texte publié le 12 janvier 1791 par le journal L'Ami du roi annonçant l'opposition des signataires à la Constitution civile du clergé.
« Le 3 mai 1794 un détachement d'environ 809 vendéens (chouans), commandés par Joseph de Puisaye qui venait du côté de Guer, attaqua sur la lande de Beignon, près du Pont-du-Secret,  une troupe de patriotes qui fut mise en déroute et dont plusieurs furent tués, entre autres le curé constitutionnel de Montauban et le juge de paix du dit-lieu » écrit l'abbé Pierre-Paul Guillotin.
Selon Louis de La Haye-Saint-Hilaire « Puisaye ne se porta point sur la colonne des républicains qui venait du côté de Ploërmel, qui n'arrivait qu'une heure après que nous eûmes pris position en lisière de la forêt de Paimpont. Il se porta sur la colonne qui nous poursuivait et venait par la route de Guer ; il y fut lui-même en personne, et c'est bien la seule fois que je l'ai vu aller au feu. Il m'avait dit de rester à  Beignon avec mes cent hommes. Son coup d'essai au combat ne fut pas glorieux : après  avoir vu l'ennemi, il se replia sur moi avec une grande hâte et, passant prè de moi, me dit : « Jetons nous vite dans la forêt ! » Il en était, en effet, grand temps ! Un quart d'heure plus tard, la colonne venant de Guer ayant fait sa jonction avec celle de Plélan, et bientôt après avec celle de Ploërmel ».
« Pendant les jours sombres de la Terreur [la paroisse de Beignon] conserva énergiquement sa foi ; malgré les périls sans cesse renaissants, elle abrita huit de ses prêtres qui purent se livrer dans l'ombre aux travaux de leur ministère sans craindre qu'il se trouvât parmi les fidèles un traître pour les dénoncer » écrit l'hagiographe de Mgr Bécel.

### LeXIXesiècle
Gabriel Deshayes fut vicaire à Beignon (sa paroisse de naissance) pendant deux ans après le Concordat. Il fonda en 1820 l'Ordre des Sœurs de l'instruction chrétienne.
Le territoire de Saint-Malo-de-Beignon fit partie de Beignon de 1808 à 1813.

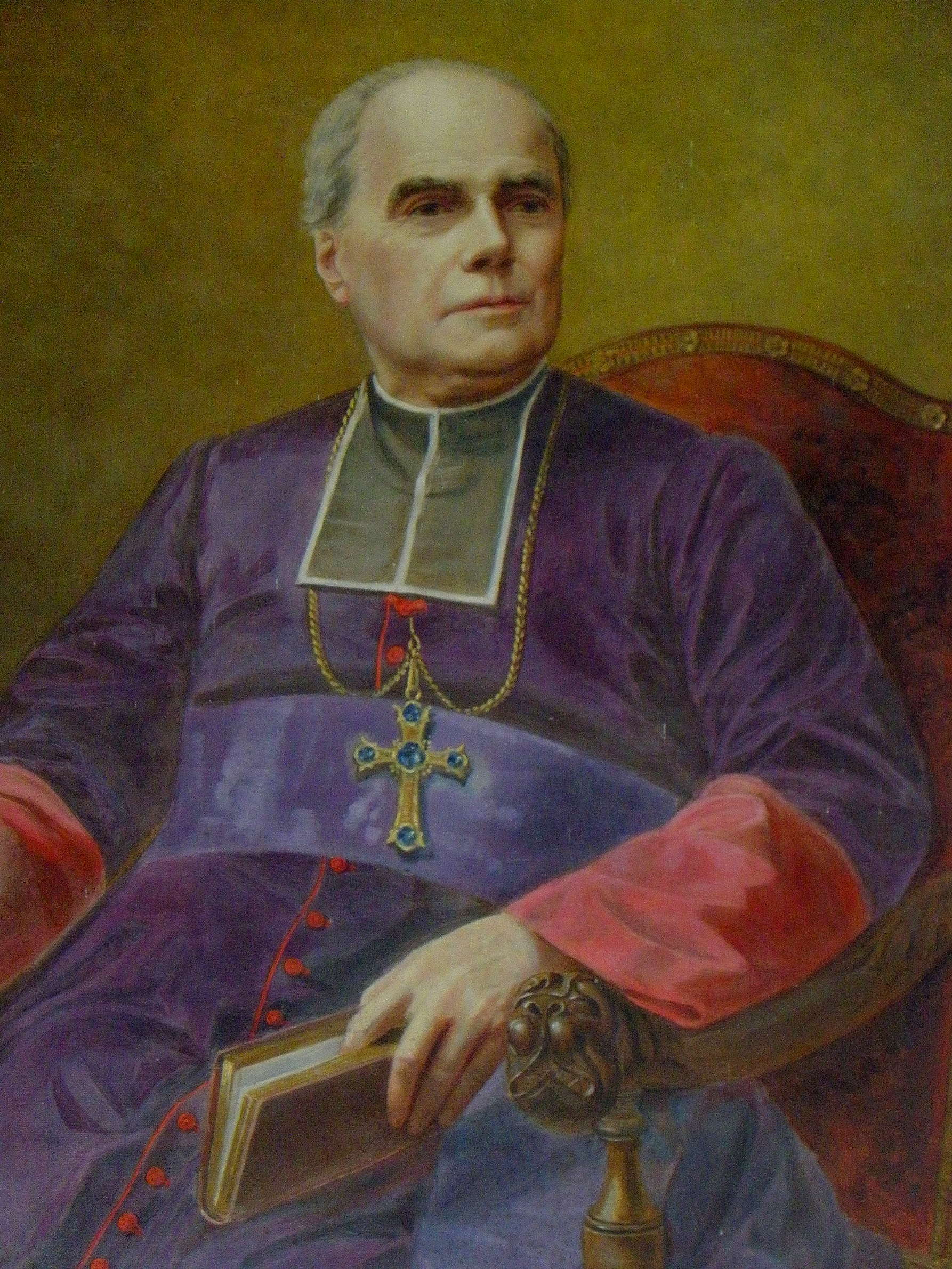
Portrait de Mgr Bécel (église Saint-Pierre de Beignon).

Jean-Marie Bécel, futur évêque de Vannes, naquit à Beignon en 1825.
A. Marteville et P. Varin, continuateurs d'Ogée, décrivent ainsi Beignon en 1843 :

« Beignon (sub invocatione sancti Pietri), commune formée de l'ancienne paroisse de ce nom ; aujourd'hui succursale. (..) Principaux villages : Treslan, la Houssaye, Ville-Quinio, l'Epinay, la Daoutte, le Plessix, Montervily, Launay, l'Effou. Superficie totale 2 458 hectares 60 ares, dont (..) terres labourables 715 ha, prés et pâturages 294 ha, bois 6 ha, vergers et jardins 38 ha, landes et incultes 1 301 ha (..). Moulins de Trémourio, à eau ; de l' Aiguillon, de Lanviel, à vent. (..) Il y a dans l'église deux vitraux assez bien conservés, et portant le millésime de 1540 : l'un représente la généalogie des patriarches, et l'autre les principaux événements de la vie de saint Pierre. Il y avait trois chapelles, qui existent encore ; Saint-Mathurin, Saint-Méen, Sainte-Reine. Cette dernière est très fréquentée ; il y a une assemblée les trois premiers dimanches de septembre. On bâtit une quatrième chapelle près du bourg. Une congrégation des Sœurs de l'instruction chrétienne a été fondée à Beignon par MM.  Deshayes, alors curé d'Auray et Regnault, desservant de la commune. (..) Il y a foire à Sainte-Reine le premier mardi de septembre, ou le lendemain si c'est un jour férié. Géologie : grès quartzite et schiste rouge au nord et au sud. On parle le français [en fait le gallo]. »

Les mêmes auteurs écrivent qu'« autrefois in y avait beaucoup de tanneries ; mais cette industrie est très réduite ; il existe cependant encore cinq ou six établissements de ce genre, et l'on construit en ce moment un moulin à tan sur la petite rivière qui sépare Beignon de Paimpont. On faisait également un commerce de fil qui est maintenant très réduit ».]
En 1857 la princesse Élisa Napoléone Baciocchi proposa d'acheter les landes de Coëtquidan pour y créer un domaine agricole. La municipalité de Saint-Malo-de-Beignon accepta de vendre ses communaux, mais celle de Beignon refusa, consciente de l'intérêt des communs, qui couvraient la moitié de la superficie communale, pour ses habitants ; finalement la princesse créa son domaine agricole à Colpo.
C'est en 1873 que le ministre de la guerre fait étudier le projet d'un champ de tir sur la lande de Coëtquidan, les portions de lande à occuper momentanément dépendant des six communes de Guer, Augan, Porcaro, Saint-Malo-de-Beignon, Campénéac et Beignon. « Elles se composent, dans les cinq premières, de terrains communaux que les municipalités s'étaient empressées de mettre à la disposition de l'administration de la guerre, moyennant la concession de certains avantages, notamment des fumiers. Mais, dans la commune de Beignon, la négociation avait été plus difficile parce que les terrains y étaient devenus l'objet d'un partage consommé entre les habitants, et qu'on avait à traiter avec un plus grand nombre d'individus ».
La construction d'une mairie-école est décidée le 14 novembre 1869 par la municipalité Danet-Tréberdières, mais les travaux ne commencèrent vraiment qu'en 1875.
En 1881 la commune de Beignon ne possède pas d'école publique de filles, malgré la mise en demeure adressée au conseil municipal de voter les crédits afin d'en construire une ; le conseil municipal demande la transformation de l'école libre dirigée par les Sœurs de l'instruction chrétienne en école communale, mais l'enquête menée souligne que les deux classes de cette école sont beaucoup trop petites, la première ne mesurant que 72 mètres cubes pour 34 élèves, la deuxième que 47 mètres cubes pour 55 enfants.
En 1889 l'administration veut imposer, pour obéir aux lois de laïcisation qui venaient d'être votées, à la commune de Beignon la construction d'une école communale publique de filles. Le conseil général du Morbihan, suivant l'avis du rapporteur du conseiller général Prosper de l'Estourbeillon émit un avis défavorable. Le rapporteur déclara :
« La situation financière de la commune de Beignon, est des plus florissantes (...) car la commune a pu équilibrer son budget à l'aide de ventes de bois et de terrains communaux ; (...) l'école des Sœurs de l'instruction chrétienne, enseignent avec succès à Beignon depuis 1820, a été rebâtie à neuf en 1886, au moins en ce qui concerne les classes qui sont au nombre de deux(...). De l'aveu même de M. l'Inspecteur primaire l'école des sœurs de Beignon doit être rangée parmi les plus belles de l'arrondissement, disons du département. (...) Cette nouvelle école (...) resterait déserte. La population de Beignon est profondément  attachée par des liens de reconnaissance à ces religieuses ; pas un élève peut-être ne quitterait leur classe». C'est finalement en 1906 seulement que le municipalité lança l'appel d'offres pour l'adjudication des travaux de construction de l'école publique de filles.

### LeXXesiècle

#### La Belle Époque
En 1903, en vertu de la loi sur les congrégations, l'école privée catholique de Beignon fut fermée sur décision du liquidateur. L'abbé Tigier, vicaire à Ménéac, en revendiqua la propriété, l'ayant acquise le 2 avril 1903, mais fut débouté par le tribunal de Ploërmel le 15 juillet 1904, mais obtint finalement gain de cause lors d'un nouveau procès devant le même tribunal en avril 1906.
Un décret en date du 27 février 1911 attribue « à la commune de Beignon (..), à défaut de bureau de bienfaisance, les biens ayant appartenu à la fabrique de l'église de Beignon et actuellement placés sous séquestre.
Les expropriations provoquées par l'extension du camp de Coëtquidan aux alentours de 1910-1912 provoquèrent un véritable traumatisme dans la région : 400 habitants et 2 000 hectares de terres (en réalité 1 640 hectares) furent expropriés à Beignon ; à Campénéac, Augan et Porcaro près de 5 000 hectares ont été frappés d'expropriation. « Le château du Bois-du-Loup, valant 1 million [de francs] a été abattu à coups de canon (..) Les villages de Montervily, Le Faou, Launay-Salmon, Lépinay, La Ville-Quignon, La Ville-Lhèle sont tous dévastés. Les anciens propriétaires de ces maisons ont tiré le meilleur parti possible des boiseries, portes et fenêtres ; le génie qui a pris possession de toute cette contrée a emporté le reste : poutres, etc.. (..) Plus loin, nous entrons dans la chapelle Saint-Mathurin, de style roman. Les portes sont brisées ; plus d'autel, plus un seul vitrail ; les dalles ont été enlevées (..) Il en est de même, paraît-il, des chapelles de Saint-Méen et de Sainte-Reine, où tous les ans, jadis, les foules venaient en pèlerinage ». En octobre 1914 de faux bruits accusèrent à tort des prisonniers de guerre allemands, hébergés à Saint-Malo-de-Beignon, d'être les auteurs de ces destructions.
Désormais le camp occupe dans la commune 1 907 hectares soit 67 % de la superficie communale. Dès février 1914 une déviation de la route de Ploërmel à Rennes, qui traverse le camp et dont l'autorité militaire veut interdire l'accès, est envisagée, mais la guerre survint.

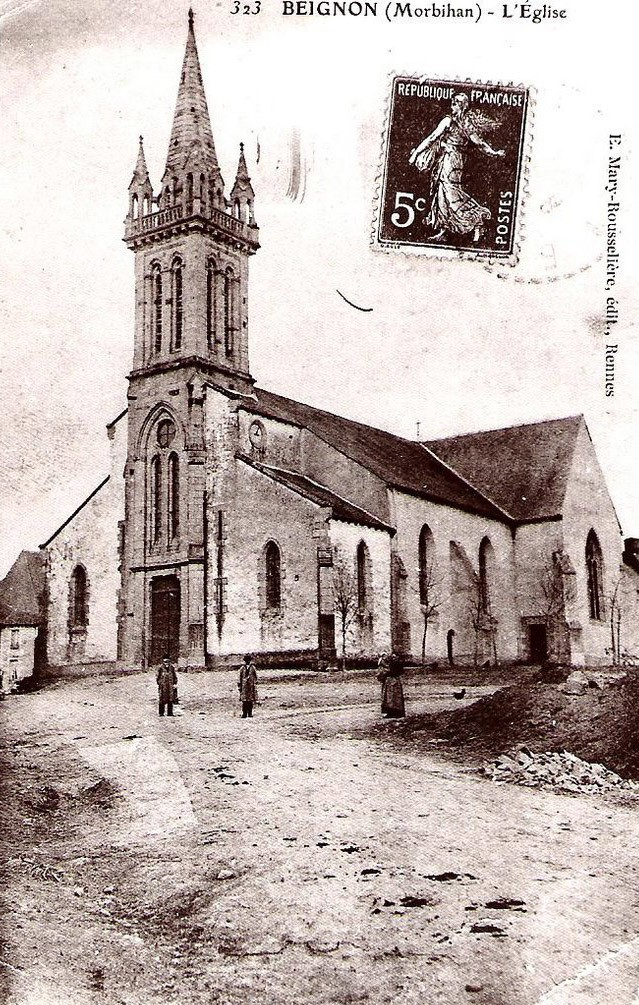
Beignon : façade de l'église paroissiale Saint-Pierre (carte postale Mary-Rousselière).
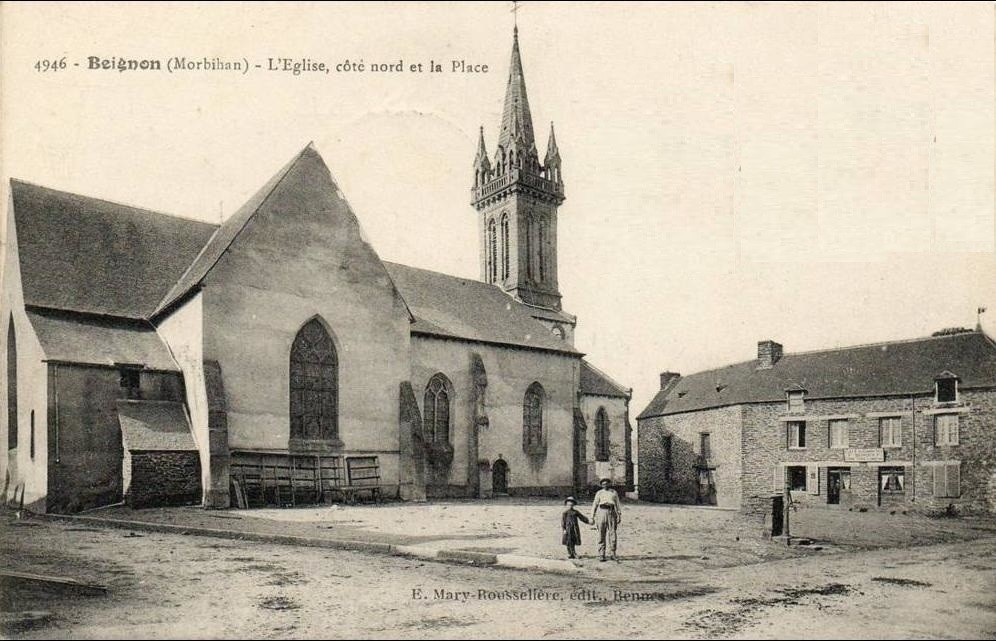
L'église paroissiale Saint-Pierre vue du côté nord (carte postale Mary-Rousselière).
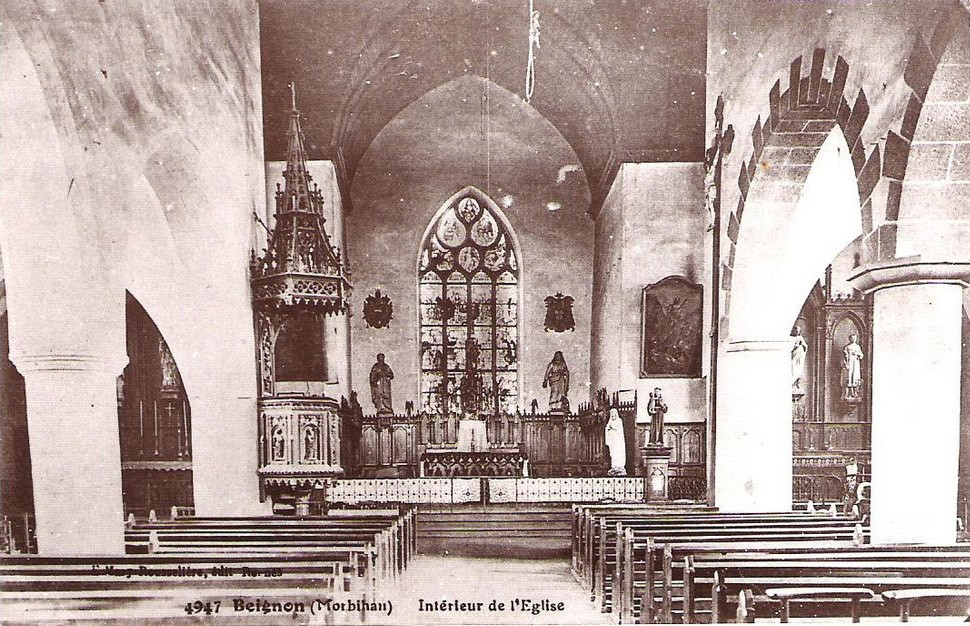
Vue intérieure de l'église paroissiale Saint-Pierre (carte postale Mary-Rousselière).
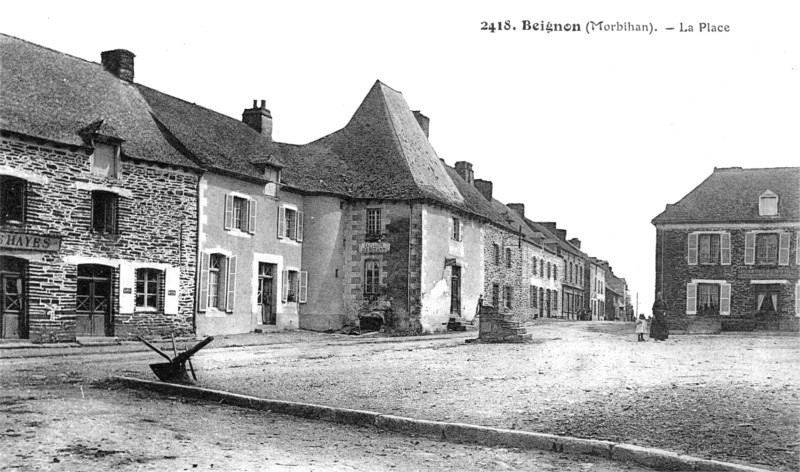
Beignon ː la place du village au début du XXe siècle (carte postale).
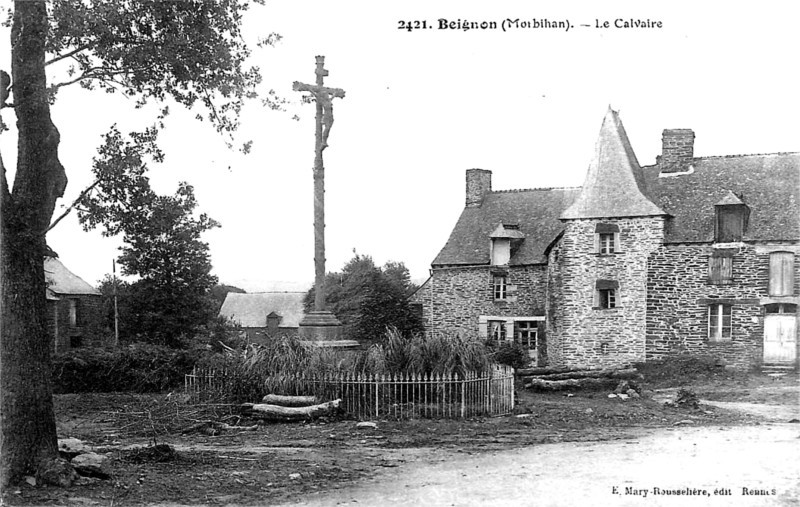
Beignon ː le calvaire du bourg au début du XXe siècle (carte postale Mary-Rousselière).
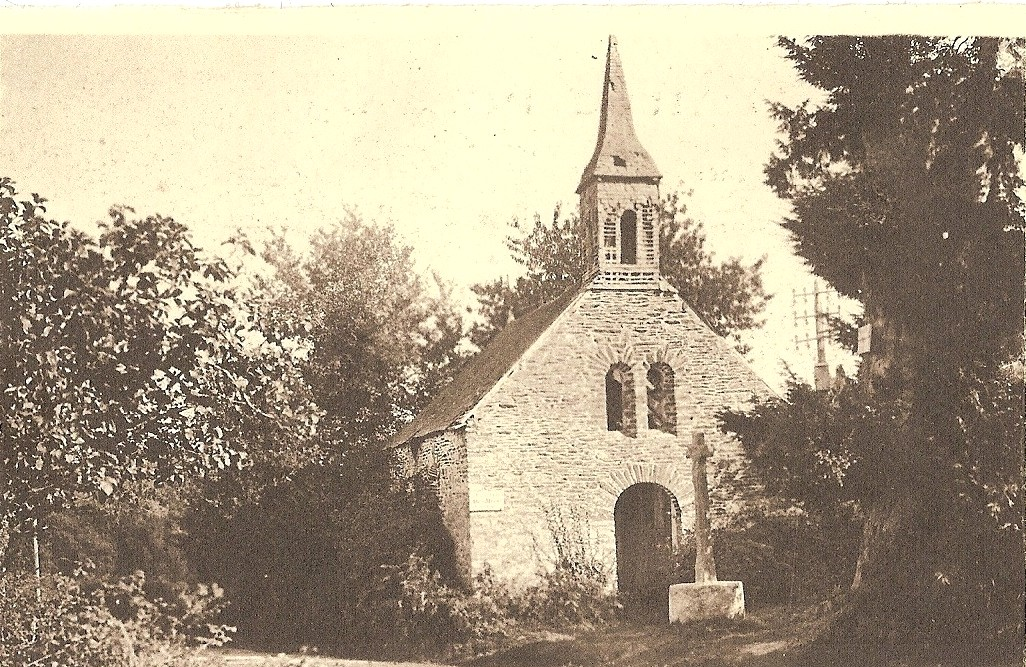
La chapelle Saint-Méen (dans le camp de Coëtquidan) ; elle datait du XVIe siècle (carte postale).
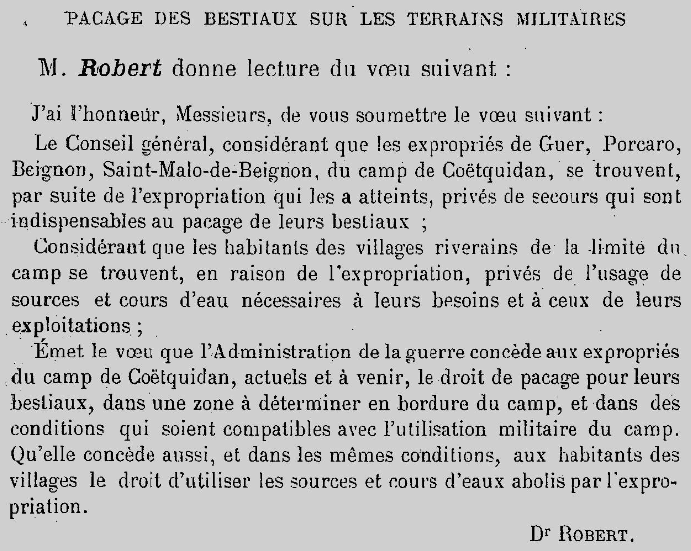
Vœu proposé et adopté par le Conseil général du Morbihan pour que les paysans obtiennent le droit de pacage et d'eau dans le camp de Coëtquidan (1912).
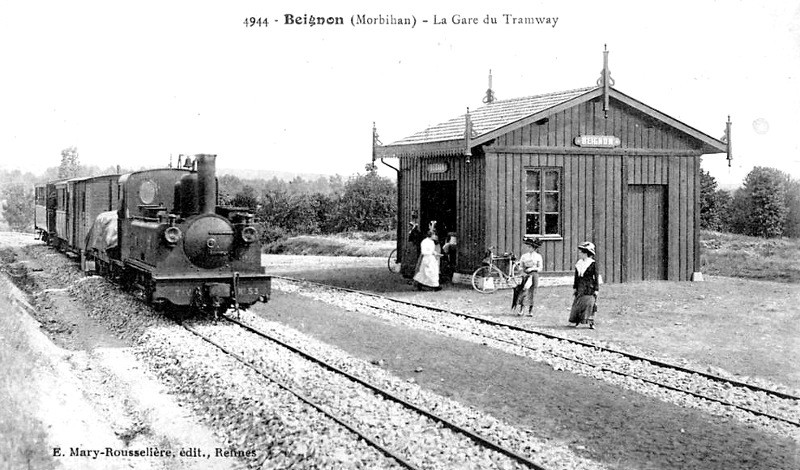
Beignon ː la gare du tramway vers 1914 (carte postale).

La ligne de tramway à voie métrique et voie unique de la Compagnie des tramways à vapeur d'Ille-et-Vilaine allant de Rennes à Plélan (inaugurée en 1898) et surnommée « le Tacot », est prolongée jusqu'à Guer via Paimpont-les-Forges, Beignon, Saint-Malo-de-Beignon et le camp de Coëtquidan (mise en service le 6 juin 1913), puis jusqu'à Redon via Carentoir et La Gacilly, elle ferma le 31 août 1948).

#### La Première Guerre mondiale

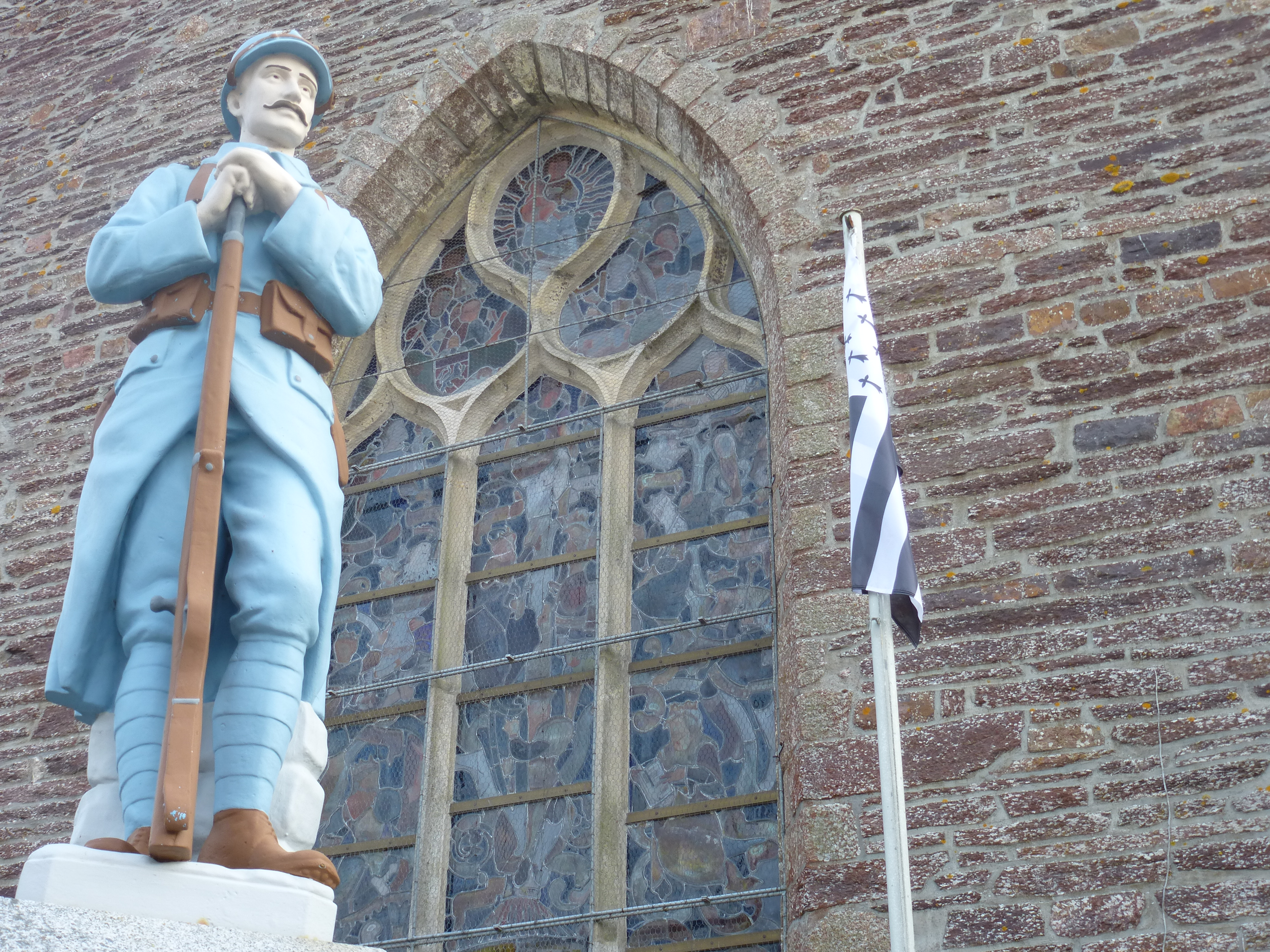
Statue d'un poilu (monument aux morts de Beignon).

Le monument aux morts de Beignon porte les noms de 70 soldats morts pour la France pendant la Première Guerre mondiale ; parmi eux deux sont morts en Belgique (Charles Pihéry dès le 21 août 1914 à Arsimont et Jean Grée le 12 octobre 1915 à Boesinghe) ; Jean Foulon et Eugène Bécel sont morts alors qu'ils étaient prisonniers en Allemagne ; Henri Jehanne est mort des suites de ses blessures le 2 juin 1918 dans l'actuelle Macédoine du Nord ; tous les autres sont morts sur le sol français ( dont François Barge et Joseph Houssu, tous deux décorés à la fois de la Médaille militaire et de la Croix de guerre, Eugène Nourry et Pierre Launay, tous deux décorés de la Médaille militaire, Émile Guillaume et Joseph Harel, tous deux décorés de la Croix de guerre ).

#### L'Entre-deux-guerres
Une réunion organisée le 15 juin 1921, réunissant des autorités militaires, l'ingénieur des Ponts et Chaussées de Pontivy et les maires de  Beignon, Saint-Malo-de-Beignon, Campénéac, Augan et Guer précisa les modalités d'interruption du trafic routier lors des séances de tir dans le camp de Coëtquidan, concernant notamment la route nationale 24 (dont le tracé d'alors passait par Campénéac et Plélan-le-Grand via Beignon et Trécesson) et les routes d'intérêt local « de viabilité médiocre [où] la circulation rurale est beaucoup plus importante que la circulation automobile » comme les axes Augan-Beignon et Porcaro-Beignon. En 1929 les élus locaux demandent une restriction des interdictions.

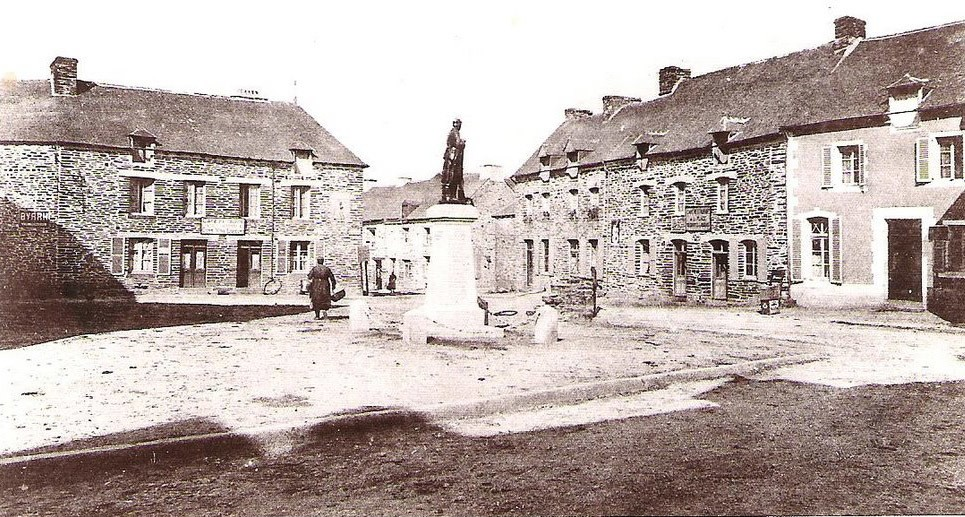
Beignon : la Place de l'église et le monument aux morts vers 1925 (carte postale).
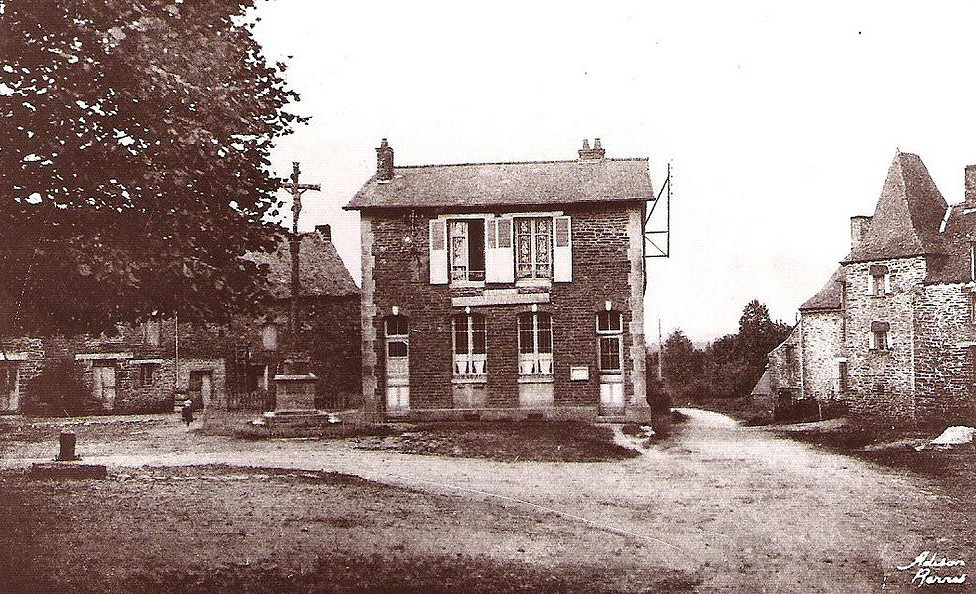
Beignon : la Poste et la croix monumentale vers 1925 (carte postale).
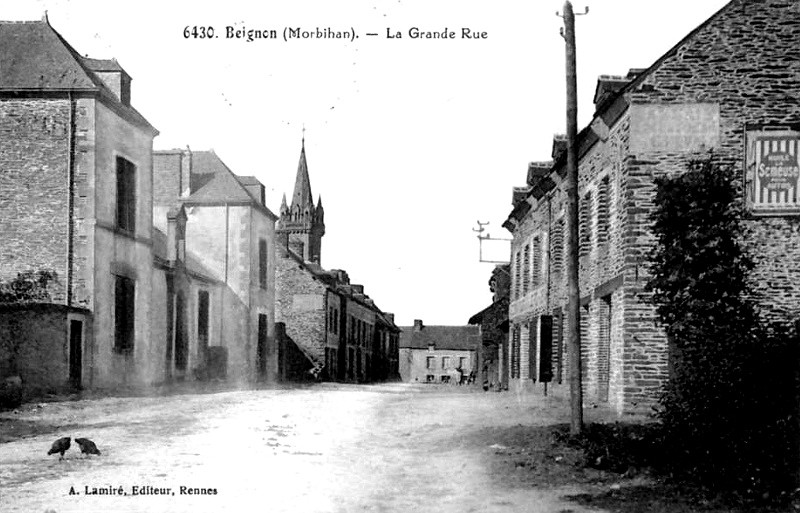
Beignon ː la Grande Rue vers 1930 (carte postale).
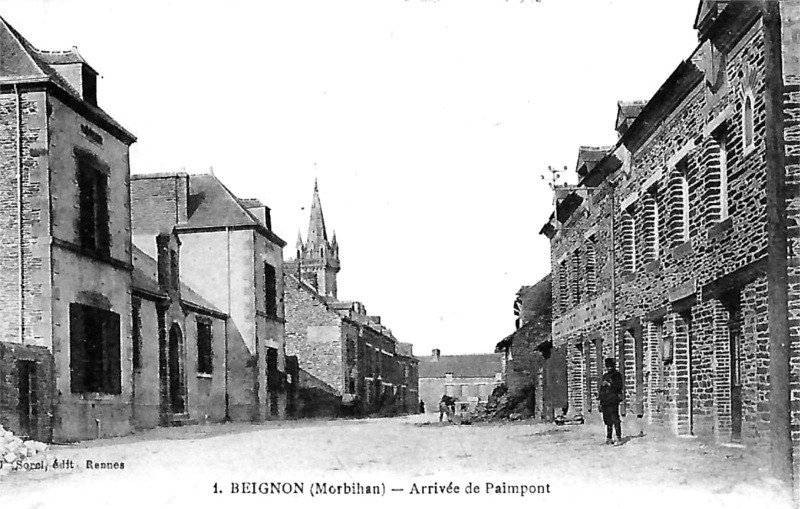
Beignon ː la route de Paimpont vers 1930 (carte postale).
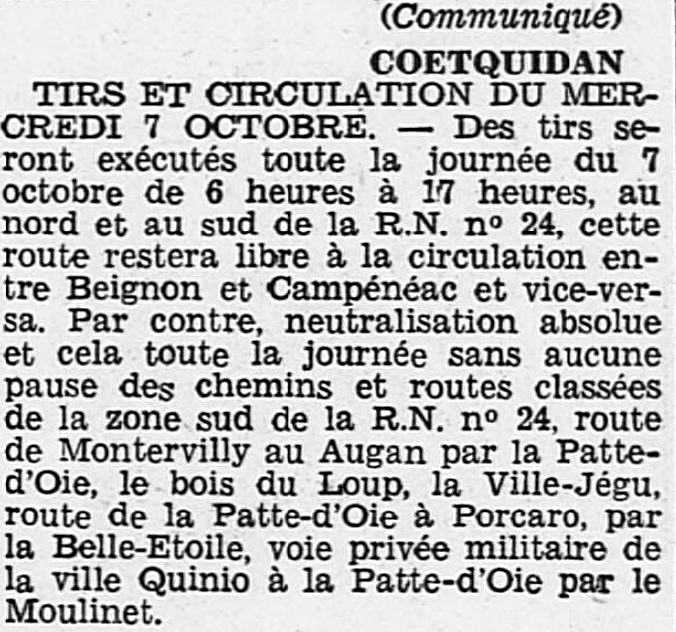
Communiqué annonçant la fermeture de routes lors d'une séance de tirs dans le camp de Coëtquidan (journal L'Ouest-Éclair du 7 octobre 1936).

En 1933 la Chambre de commerce de Ploërmel se plaint des « inconvénients que, pendant une bonne partie de l'année, les voyageurs et touristes éprouvent sur le parcours Rennes-Ploërmel, par suite du barrage de la route entre Beignon et Campénéac, barrage qui existe plus de cent jours par an ».
De nombreux commerçants de Beignon et Saint-Malo-de-Beignon avaient installé de petites buvettes en planches en limite du camp de Coëtquidan pour une clientèle militaire.
En 1939 des réfugiés républicains espagnols furent hébergés dans l'ancienne maire-école. Celle-ci fut réquisitionnée par les Allemands pendant l'Occupation.

#### La Seconde Guerre mondiale
Après la défaite française de 1940, l'armée allemande prit possession du camp de Coētquidan, y remplaçant l'armée polonaise qui l'occupait entre septembre 1939 et juin 1940. Pendant la deuxième moitié de 1943, l'armée allemande décide un agrandissement du camp de Coëtquidan qui concerne 2 300 hectares de forêt et 1 850 ha de terres labourables répartis dans les quatre communes de Paimpont, Augan, Campénéac et Beignon et provoque l'expulsion des habitants, les usages agricoles et forestiers pouvant être maintenus en dehors des périodes de tir ; à Beignon deux hameaux étaient concernés : Launay et la Lande. Mais en raison de l'arrivée des troupes alliées, les personnes expulsées purent revenir dès août 1944.
Le 22 juin 1940, en pleine débâcle, deux soldats belges qui s'étaient réfugiés par effraction dans une baraque de commerce furent assassinés par le commerçant propriétaire.
Un braconnier tua le 31 octobre 1941 un capitaine allemand parti à la chasse au sanglier dans le camp de Coëtquidan ; en représailles 85 habitants des villages avoisinants furent furent pris en otage dont 18 de Beignon ; parmi eux le maire de Beignon, Louis Déron, et André Meunier, de Guer : ce dernier fut fusillé le 14 mars 1942 alors qu'il était innocent.
La 12ème Compagnie du 3ème Bataillon F.F.I. d'Ille-et-Vilaine est constituée le 6 août 1944 sous les ordres du capitaine Jubin et installe ses quartiers au Monterfil et à Paimpont (elle est baptisée Henri Moras, pour honorer cet homme abattu en service à l'entrée de Paimpont par un officier SS qui fuyait se cacher en forêt). Tous les groupes qui en sont membres avaient, avant cette date, déjà participé à des actions de sabotage et à des embuscades contre des convois allemands. Elle reçut comme mission le nettoyage de la présence allemande en forêt de Paimpont, en coopération avec l'armée américaine. Sur les 800 Allemands faits prisonniers en Forêt de Paimpont, environ 350 le furent par la 12e compagnie FFI et furent remis aux Américains ou convoyés au camp de prisonniers de Vezin-le-Coquet.
Le monument aux morts de Beignon porte les noms de 3 personnes mortes pour la France pendant la Seconde Guerre mondiale :Jean Souchet et Albert Frinault sont morts en captivité, le premier au stalag I B le 29 juillet 1940 à Hohenstein en Allemagne (mais dans la Pologne actuelle), le second au stalag VI F le 10 juillet 1942 en Allemagne ; Pierre Souchet, suis lui aussi avait été prisonnier de guerre, mais avait été libéré , a été tué par un soldat russe blanc (armée Vlassov) du camp de Coëtquidan à Beignon le 30 octobre 1943.

#### L'après Seconde Guerre mondiale
Le journal communiste L'Espoir du Morbihan se plaint dans son édition du 21 avril 1946 de l'attitude de la municipalité à l'encontre de l'école laïque de la commune, délaissée au profit de l'école privée, et de son institutrice, qui ne bénéficie pas de la totalité du logement de fonction qu'elle devrait avoir.
Guy Pounchou est mort pour la France lors de la Guerre d'Indochine.
Une nouvelle salle des fêtes ouvre en novembre 1990, remplaçant celle qui avait été installée dans la décennie 1950 dans l'ancienne mairie-école.

#### Le blason de la commune

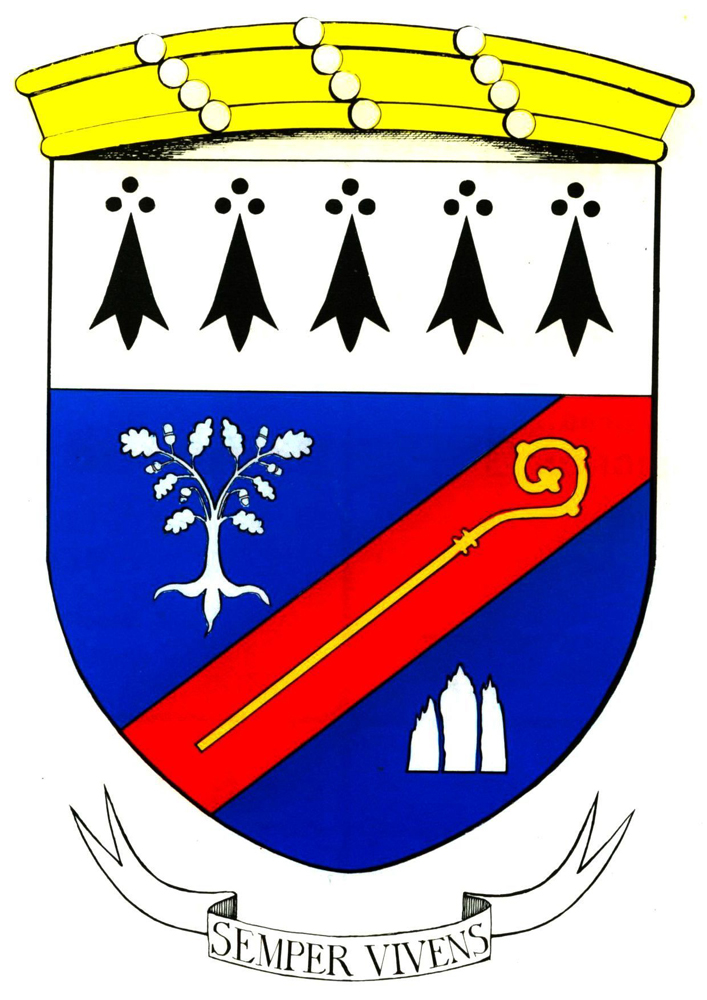
Le blason de Beignon.

Description du blason de la commune (créé en 1987 par Paulette Colin et Pierre Bridier) :
D'azur à la barre cousue de gueules, chargée d'une crosse d'or dans le sens de la barre, et accompagnée à dextre d'un chêne arraché cousu de sinople et à senestre d'un mont à trois coupeaux d'argent ; au chef d'hermine. Devise « Semper vivens » (« Toujours vivant »).

## Démographie
L'évolution du nombre d'habitants est connue à travers les recensements de la population effectués dans la commune depuis 1793. Pour les communes de moins de 10 000 habitants, une enquête de recensement portant sur toute la population est réalisée tous les cinq ans, les populations de référence des années intermédiaires étant quant à elles estimées par interpolation ou extrapolation. Pour la commune, le premier recensement exhaustif entrant dans le cadre du nouveau dispositif a été réalisé en 2006.

En 2022, la commune comptait 1 939 habitants, en évolution de +5,44 % par rapport à 2016 (Morbihan : +3,82 %, France hors Mayotte : +2,11 %).
| 1793  | 1800  | 1806  | 1821  | 1831  | 1836  | 1841  | 1846  | 1851  |
| ----- | ----- | ----- | ----- | ----- | ----- | ----- | ----- | ----- |
| 1 800 | 1 623 | 1 368 | 1 530 | 1 569 | 1 479 | 1 419 | 1 401 | 1 417 |

| 1856  | 1861  | 1866  | 1872  | 1876  | 1881  | 1886  | 1891  | 1896  |
| ----- | ----- | ----- | ----- | ----- | ----- | ----- | ----- | ----- |
| 1 436 | 1 432 | 1 343 | 1 320 | 1 385 | 1 406 | 1 391 | 1 332 | 1 272 |

| 1901  | 1906  | 1911  | 1921 | 1926 | 1931 | 1936 | 1946 | 1954 |
| ----- | ----- | ----- | ---- | ---- | ---- | ---- | ---- | ---- |
| 1 242 | 1 200 | 1 191 | 657  | 645  | 603  | 590  | 595  | 587  |

| 1962 | 1968 | 1975 | 1982 | 1990 | 1999 | 2006  | 2011  | 2016  |
| ---- | ---- | ---- | ---- | ---- | ---- | ----- | ----- | ----- |
| 580  | 701  | 711  | 611  | 712  | 818  | 1 417 | 1 738 | 1 839 |

| 2021  | 2022  | - | - | - | - | - | - | - |
| ----- | ----- | - | - | - | - | - | - | - |
| 1 947 | 1 939 | - | - | - | - | - | - | - |

## Culture et patrimoine

### Lieux et monuments

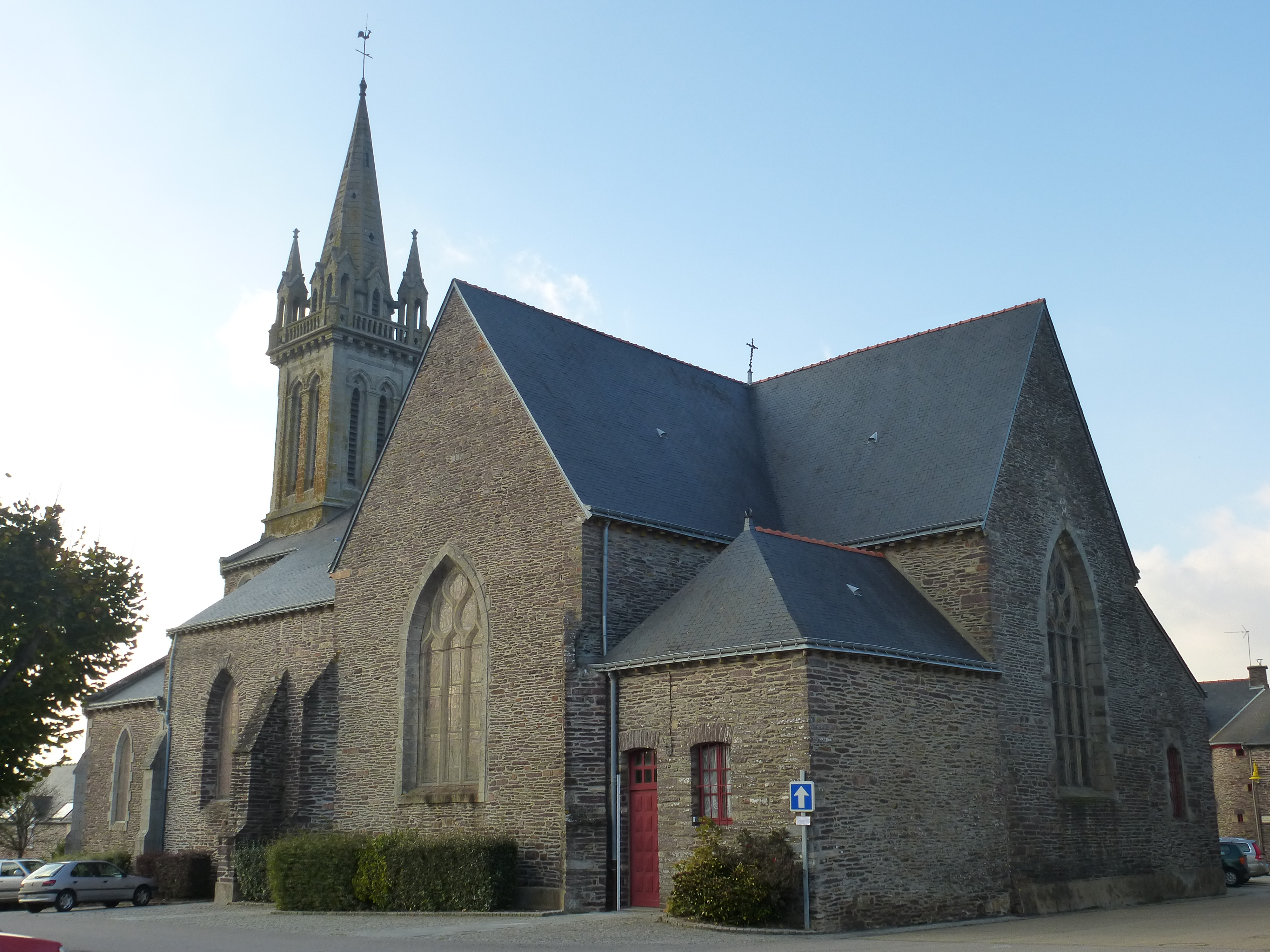
Église Saint-Pierre : vue extérieure d'ensemble.

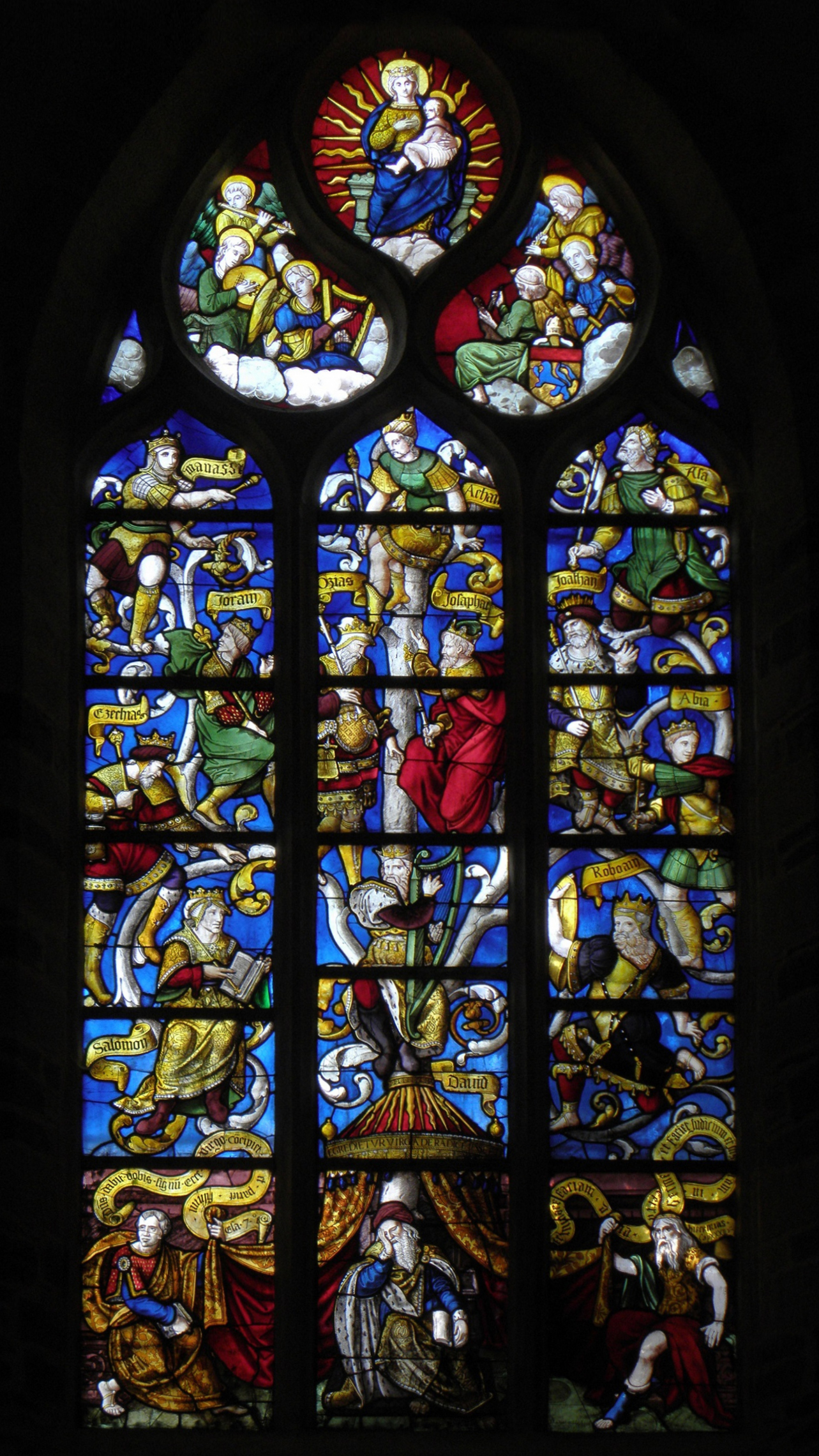
Le vitrail de l'arbre de Jessé dans l'église Saint-Pierre.

- L'église Saint-Pierre est construite vers le XIe siècle mais est incendiée vraisemblablement vers 1483 lors du pillage de Ploërmel par les Anglais. Sous l'épiscopat de François Bohier[74], d'importants travaux sont réalisés : la nef romane est détruite, remplacée par une nef décorée d'une charpente dont les sablières, les tirants et les poinçons se couvrent d'un monde de statuettes. L'édifice reçoit une nouvelle couverture en 1539 et est restauré à la fin du XIXe siècle par l'évêque de Vannes Jean-Marie Bécel, natif de Beignon (restauration des vitraux, du mobilier, massif occidental en style néo-gothique). L'église possède plusieurs objets mobiliers protégés dont, conservés de l'église du XVIe siècle, une verrière représentant l'arbre de Jessé et une autre la vie de saint Pierre[75]. L'église possède aussi une statue de sainte Reine[76].
- La chapelle Sainte-Reine : elle date de la seconde moitié du XVIIe siècle, mais avait été en bonne partie reconstruite dans la seconde moitié du XIXe siècle ; ses murs étaient en schiste et son toit recouvert d'ardoises[77] ; elle a été détruite lors de l'agrandissement du camp de Coëtquidan en 1912; la chapelle est en partie reconstruite dans le bourg en 1914 ; le pardon de Sainte-Reine reprend après quelques années d'interruption, cesse après la Seconde Guerre mondiale et reprend après la rénovation de la chapelle en 2008[78].

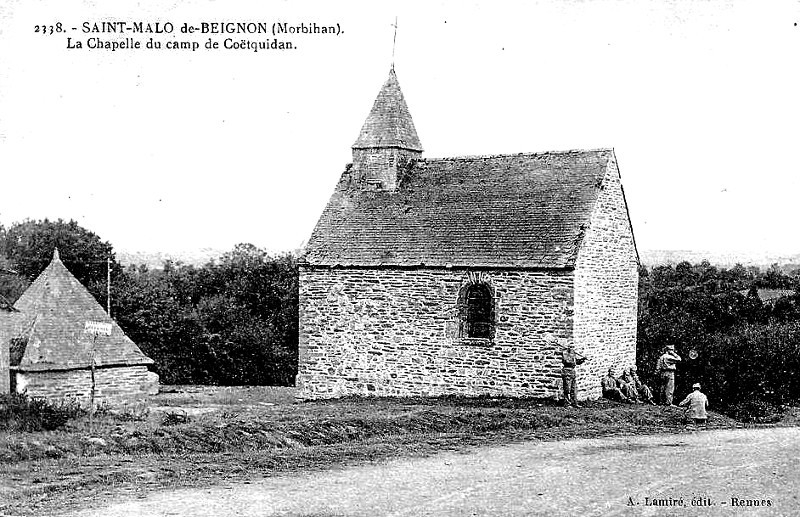
La chapelle Sainte-Reine dans le camp de Coëtquidan avant sa destruction (carte postale).
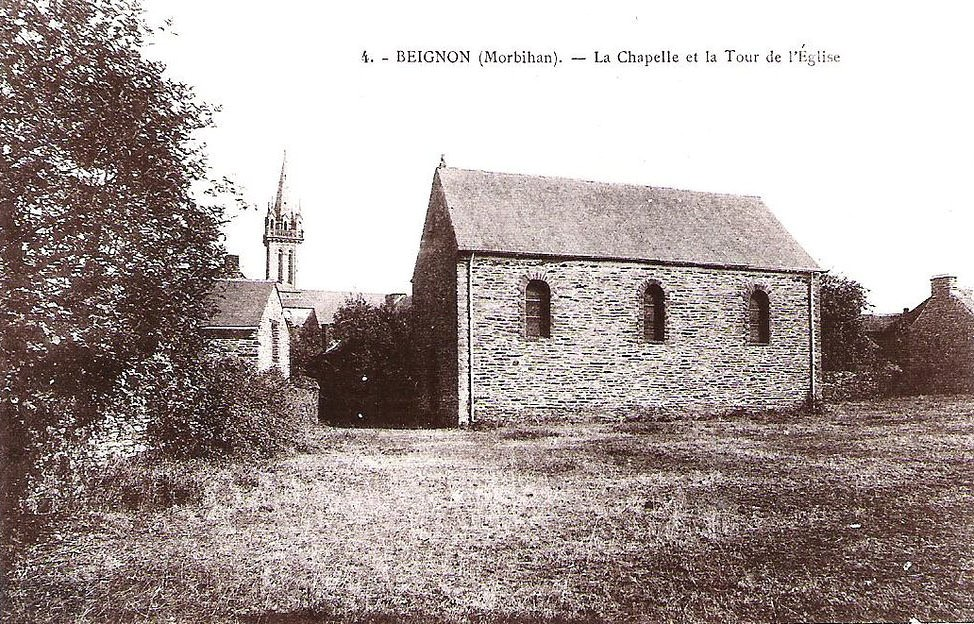
La chapelle Sainte-Reine (après sa reconstruction dans le bourg) et la tour de l'église paroissiale vers 1925 (carte postale)

- Plusieurs croix  monumentales : croix Danet (du XIe siècle) ; croix des Perrières (XVIe siècle) ; croix du Plessis (XVIe siècle).
- Les Affolettes : ce petit parc privé (2500 m2) créé par un retraité du camp de Coëtquidan dans les années 1960 a été très fréquenté pendant plus d'une décennie, notamment pour les sorties dominicales des habitants du secteur, jusqu'à sept mille visiteurs par an. À flanc de coteau, ses allées descendaient en lents lacets jusqu'à l'Aff entre diverses espèces végétales[79].
- Le rocher glissant situé dans la lande de Beignon.
- La maison natale du père Gabriel Deshayes et le musée qui lui est consacré.
- Le dépôt de munitions de Montervilly, relevant du camp de Coëtquidan[80].
- Plusieurs maisons et fermes présentent un intérêt patrimonial[81], par exemple celle du Plessis[82] ;
- D'anciennes tanneries subsistent, rénovées : celles de Launay et des Grands Prés notamment[83].

### Héraldique
| Blason de Beignon | Blason  | D'azur à la barre cousue de gueules, chargée d'une crosse d'or, accompagnée d'un chêne d'argent (de sinople) en chef et d'un mont isolé de trois coupeaux du même en pointe; au chef chargé de cinq mouchetures d'hermine. |
| Blason de Beignon | Détails | Blason proposé en 1987 par Paulette Colin et Pierre Bridier. Devise: « semper vivens » (toujours vivant). |

## Personnalités liées à la commune
- Gabriel Deshayes, né à Beignon en 1767, fondateur des sœurs de l'Instruction Chrétienne de Saint-Gildas-des-Bois.
- Jean-Marie Bécel (Beignon 1825 - Vannes 1897), évêque de Vannes de 1865 à 1897.